# Josep Fontanet i Arnet
Josep Fontanet i Arnet (Vilagrassa, segle xviii - Tàrrega, segle XIX), fou un notari i hisendat targarí, fou un dels membres més destacats de la família. Va actuar com a escrivà de l'Alcaldia Major de Tàrrega entre 1800 i 1851, i com a notari a Vilagrassa (1831-1845) i a Tàrrega (1853-1864). És originari d'una família d'argenters targarins del segle xviii, encapçalada pel seu avi Josep Fontanet i Bertran. Miquel Fontanet, germà d'aquest, va ser un dels personatges més importants de la Tàrrega d'aquell moment, en Miquel va arribar a ser nomenat protoalbeiter de Catalunya. La família emparentà amb diferents membres de famílies d'advocats i hisendats de Tàrrega i Vilagrassa, entre elles la família Jover Vilagrassa, entre elles la família Jover.